# Victor Travot
Victor-Marie Travot (Lorient, 7 ottobre 1810 – Parigi, 11 novembre 1882) è stato un militare, politico e nobile francese.

## Biografia
Figlio del generale Jean-Pierre Travot e genero del ministro Jean-Élie Gautier, nel 1830 si arruolò nell'esercito francese e prese parte alle campagne in Africa, divenendo capitano di cavalleria, ufficiale d'ordinaza del maresciallo Soult e nel 1841 cavaliere dell'Ordine della Legion d'onore.
Nel 1842 si ritirò dall'esercito e si dedicò all'amministrazione delle sue proprietà a Bouliac (Gironda), paese ove divenne poi sindaco (1846-1870). Consigliere generale del cantone di Carbon-Blanc dal 1852 al 1876, si schierò con Luigi Napoleone Bonaparte ed i bonapartisti e venne eletto al parlamento il 29 febbraio 1852, il 22 giugno 1857 e nuovamente il 1º giugno 1863.
Ufficiale della Legion d'onore dal 13 agosto 1864, Travot rinunciò alla sua carriera politica il 24 maggio 1869 e si ritirò nuovamente a vita privata. In occasione dell'assedio di Parigi del 1870 durante la guerra franco-prussiana, organizzò a proprie spese un corpo di scout-ricognitori.
Morì a Parigi l'11 novembre 1882.